# Атлетика на Летњим олимпијским играма 1904 — бацање терета од 56 фунти за мушкарце
Такмичење у бацању терета од 56 фунти за мушкарце, на Олимпијским играма 1904. у Сент Луису било је први пут на програму игра. То се није поновило до Летњих олимпијских игра 1920, ккада је такмичење у овој дисциплини одржано други и последњи пут. Одржано је 1. августа на стадиону Франсис филд. 
Терет од 56 енглеских фунти износи 25,4 кг (1 енглеска фунта је 453,59 грама).
За такмичење се пријавило 6 такмичара од којих је 5 било из Сједињених Америчких Држава. и један из Канаде

## Резултати
| Место | Такмичар             | Резултат   |
| ----- | -------------------- | ---------- |
|       | Етјен Демарто Канада | 10,46 м ОР |
|       | Џон Фланаган САД     | 10,16 м    |
|       | Џејмс Мичел САД      | 10,13      |
| 4.    | Чарлс Хенемен САД    | 9,18       |
| 5.    | Чарлс Чедвик САД     | Непознат   |
| 6.    | Ралф Роуз САД        | 8,53 м     |